# ネオ・ダダイズム・オルガナイザーズ
ネオ・ダダイズム・オルガナイザーズ（Neo Dadaism Organizers）は、1960年に結成され、約半年活動した日本の前衛芸術（ネオダダ）グループ。

## 概要
1960年2月に行われた第12回読売アンデパンダン展の直後、同展に「反絵画・反彫刻」（美術評論家の東野芳明が命名した）を出品していた若手アーティストたちによって結成された。メンバーは吉村益信、篠原有司男、赤瀬川原平、荒川修作、風倉匠、有吉新、石橋清治（別人）、上田純、上野紀三、豊島壮六、岸本清子。
同年4月、銀座画廊で第一回展を開催。マニフェストを引用すると、「1964年の生殖をいかに夢想しようとも一発のアトムが気軽に解決してくれるようにピカソの闘牛もすでにひき殺された野良猫の血しぶきほどに、我々の心を動かせない。真摯な芸術作品を踏みつぶしていく20.6世紀の真赤にのぼせあがった地球に登場して我々が虐殺をまぬがれる唯一の手段は殺戮者にまわることだ」。
7月、岸本清子、田中信太郎、田辺三太郎、吉野辰海を新メンバーに加えた第二回展を吉村のアトリエ（「芸術革命家のホワイトハウス」と称した）で開催した。副題は「クタバレネオ・ダダイスト。恒久平和をうちたてる。嫌悪のダンゴに蜜蜂だ。灼熱の一切が始るぞ。狂乱ドッド。功利主義に埋没したぞ。ネオ・ダダ規制法案通過。したい。したい。したい。したい。したい。したい」。同じころ、TBSの取材に応じて鎌倉の材木座海岸で「白い布を広げ、トマトを投げつける」というパフォーマンスを行っている。
篠原有司男のモヒカン刈りは当時の日本人にとって衝撃的な髪型であり、「ロカビリー画家」というキャプションとともに週刊誌のグラビアを飾った。
9月、抜け駆け的に村松画廊で個展を開いた荒川修作が除名された。10月、升沢金平、木下新、平岡弘子を新メンバーに加え、三木富雄、工藤哲巳をゲストに迎えた第三回展を日比谷公園の中にあった都営の日比谷画廊で行う。作品に小便を掛けたりしたため、アンモニア臭が漂うなどの理由により、一週間の会期半ばで陳列を拒否され、画廊を閉鎖されてしまう。これがグループの最後の展覧会となった。グループの活動停止の理由は、リーダー格の吉村の結婚、および彼が所有していたホワイト・ハウスの閉鎖などによる。
伝説的なエピソードに『東京都美術館爆破計画』がある。「反芸術を徹底するために、芸術の象徴である美術館を爆破すべきである」というものだったが、「美術館の価値は絶対的なものではなく、爆破する意味はない」という意見が優勢で、実行には至らなかった。
「ネオ・ダダイズム・オルガナイザーズ」という呼称は正式なものではない。メンバー自身も「ネオ・ダダ・オルガナイザーズ」「ネオダダ・グループ」「グループ・ネオダダ」「ネオ・ダダ」など、さまざまな呼称を用いている。ちなみに第一回展のパンフレットに記載されたグループ名は「ネオダダイズム・オルガナイザー」であり、第二回展以降は「ネオダダ」である。
なお、このグループは形として残る作品をほとんど遺していないが、ジャクリーヌ・ポール、ウイリアム・クライン、東松照明、石黒健治、石松健男、藤倉明治、小林正徳、中島正嗣らがその活動を写真として記録している。